# 皮爾卡尼耶烏縣

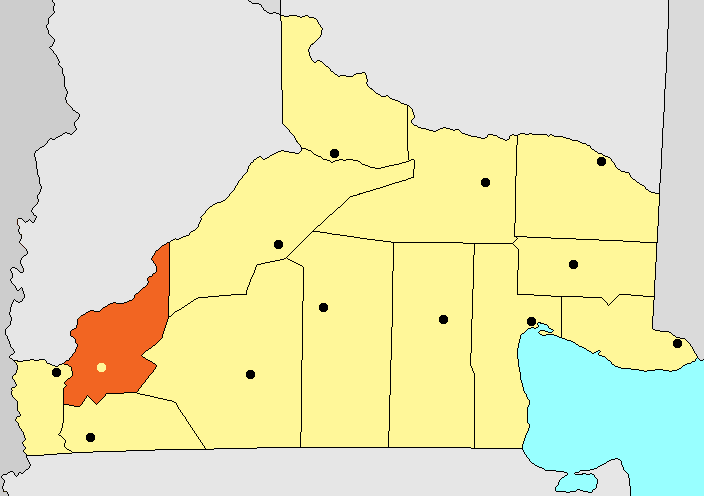

41°7′21″S 70°43′18″W / 41.12250°S 70.72167°W
皮爾卡尼耶烏縣（西班牙語：Departamento Pilcaniyeu），是阿根廷的縣份，位於該國中部內格羅河省，首府是皮爾卡尼耶烏，面積7,428平方公里，2010年人口2,043，人口密度每平方公里0.7人。